# St. Dominic USTA Pro Circuit $25,000 Women's Challenger 2012
Il St. Dominic USTA Pro Circuit $25,000 Women's Challenger 2012 è stato un torneo di tennis facente parte della categoria ITF Women's Circuit nell'ambito dell'ITF Women's Circuit 2012. Il torneo si è giocato a Jackson negli USA dal 2 all'8 aprile 2012 su campi in terra rossa e aveva un montepremi di $25 000.

## Vincitori

### Singolare
Heidi El Tabakh ha battuto in finale  Elena Bovina con il punteggio di 6–0, 6–4

### Doppio
Demi Schuurs /  Maryna Zanevs'ka hanno battuto in finale  Tatjana Maria /  Stephanie Vogt con il punteggio di 6–4, 6–3